# Roland Paris

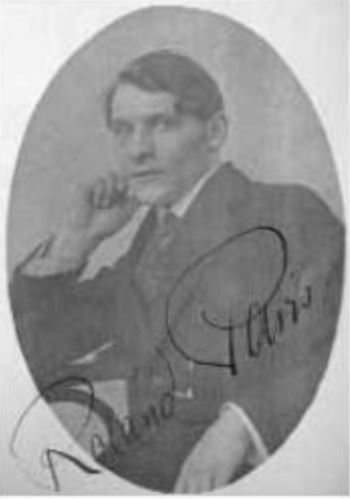
Roland Paris

Friedrich Richard Roland Paris (* 18. März 1894 in Wien, Österreich-Ungarn; † 4. Mai 1945 in Swinemünde, Deutsches Reich) war ein deutscher Karikaturist, Verfasser satirischer Verse, Grafiker, Maler und Bildhauer des Art déco.

## Leben

### Familie

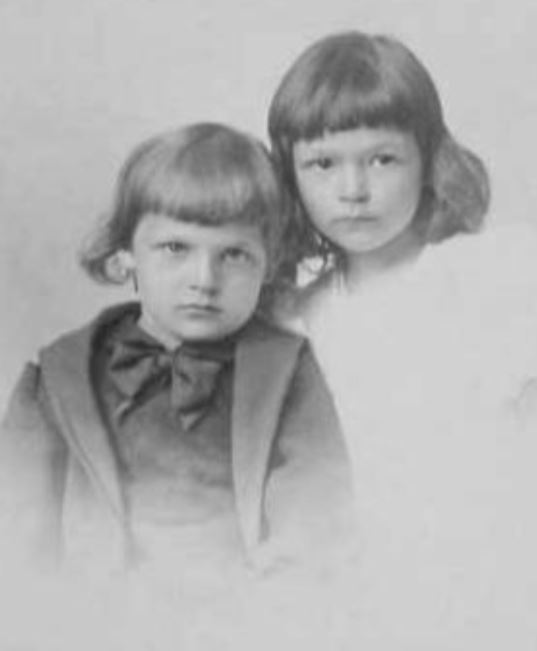
Roland Paris und seine Schwester Hertha.

Roland Paris war das zweite von fünf Kindern des Richard Paris (1849–1934) und der Therese, geborene Teufel (1868–1942). Sein Vater entstammte einer wohlhabenden Familie mit einer Porzellanmanufaktur in Oberköditz im Fürstentum Schwarzburg-Rudolstadt (heute Thüringen) und versuchte sich unter anderem als Schaumweinproduzent im siebenbürgischen Guraro, leitete zusammen mit seinem Bruder zeitweise den Familienbetrieb und betätigte sich ab 1900 in Weimar als Schriftsteller. Hier eröffnete Therese Paris ein Töchter-Pensionat.
Als Jugendlicher beschäftigte Roland Paris der Mädchenname seiner Mutter, den er wie auch seinen eigenen Nachnamen als kunstvolle Familienwappen in Wasserfarben ausführte.
Im Laufe der Jahre geriet die Familie in finanzielle Schwierigkeiten. Therese begann als Schriftstellerin zu arbeiteten und verfasste mehrere Schauspiele sowie Romane für junge Mädchen. Roland Paris trug in den frühen 1920er Jahren zum Familieneinkommen bei, indem er die deutschnationalen Gedichte seines Vaters kalligrafisch darstellte. Nach dem Tod seines Vaters fertigte er eine Flachrelief-Gedenktafel aus Bronze für das Grab auf dem Weimarer Friedhof. Weiterhin besteht eine 45 cm hohe Büste seines Vaters auf einem Marmorsockel in Privatbesitz.
Seine Geschwister waren Hertha (* 1892), Batikerin; Carolin Justus Siegfried (* 1899); Rupprecht (* 1902), Sänger und Schauspieler; und Wulf Eberhard (* 1910). Roland Paris war der Onkel des Malers Ronald Paris. Sein Schwager war der Maler Wilhelm Facklam.

### Werdegang

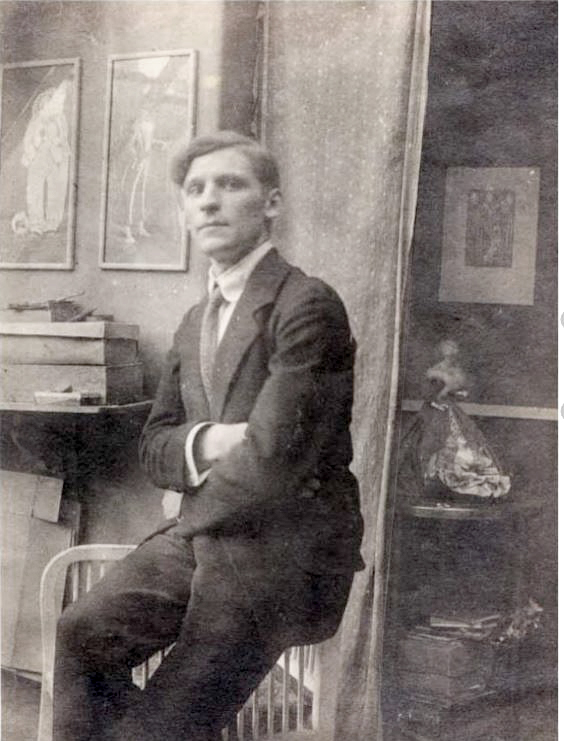
Roland Paris in seinem Atelier.

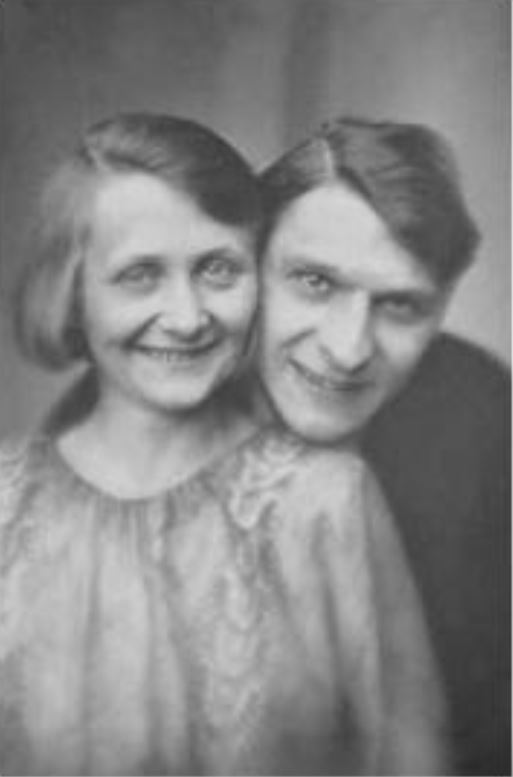
Roland und Elisabeth Paris.

Roland Paris besuchte ab 1905 das Großherzogliche Realgymnasium in Weimar. Ab 1909 war er Schüler an der Großherzoglich-Sächsischen Kunstgewerbeschule Weimar. Hier erhielt er 1912 den zweiten und dritten Preis sowie 25 Mark bei einem Wettbewerb zur Gestaltung von Emblemen für Studentenverbindungen, die er noch für zwei bis drei weitere Jahre fertigte. Einige dieser Arbeiten zeigten den Einfluss des Jugendstils, andere beinhalteten mehr moderne Ansätze. 1912 belegte Paris einen Bildhauerkurs an der Großherzoglich-Sächsischen Kunstschule Weimar bei dem Bildhauer Gottlieb Elster. Danach reiste er nach München, wo er bei mehreren Bildhauern Praktika aufnahm. 1913 kehrte er zurück an die Kunstschule Weimar und studierte Malerei bei Walther Klemm.
Im Juni 1915 erhielt er seinen Einberufungsbefehl zur Ostfront des Ersten Weltkriegs und diente zunächst in einer Kommandoeinheit, später bei der Inspektion der Fliegertruppen (IdFlieg). Nach seiner Rückkehr 1919 zog er nach Berlin. 1924 heiratete er Elisabeth Lisl  Austen (* 1897), eine Tänzerin am Theater des Westens, die für die meisten seiner weiblichen Figuren Modell stand; für die Gesichtspartien seiner männlichen Figuren porträtierte er sich selbst. Die Ehe blieb kinderlos. Ihre gemeinsame Wohnung bestehend aus einem Zimmer im Hinterhof der Xantener Straße 11 von Berlin-Wilmersdorf war gleichzeitig Paris’ Atelier, in dem er eine Vielzahl seiner Skulpturen entwarf und fertigte, aber auch Grafiken und Gemälde, Zeitungskarikaturen, Plakate, Postkarten  sowie Gebrauchskunst wie Leuchtobjekte, Buchstützen oder Knäufe für Spazierstöcke. Zentrale Figuren unter seinen teils grotesken Skulpturen waren meist Charaktere der Commedia dell’arte wie Pierrot, Colombina, Mephisto, Harlekin oder der Narr. Der Bildgießer Ernst Kraas (1852–1935), zu dem Paris’ ein freundschaftliches, wenn nicht gar väterliches Verhältnis hatte, setzte die Produktion seiner Statuetten aus Metall um. Einige seiner Figuren wurden von den Unterweißbacher Werkstätten für Porzellankunst und dem Puppenhersteller Ernst Heubach in Porzellan produziert.
An der Adresse seiner Wohnung war auch sein Roland Paris Verlag. Graphik und Kunst, Literatur angemeldet, den er 1919 mit einem Grundkapital von 10.000 Mark gegründet hatte. Sein Bruder Siegfried war als Prokurist in der Firma tätig. Mit diesem Verlag veröffentlichte er unter anderem seine Holzschnittreihen Tänzerinnen, Karneval und Höllenreigen sowie seine Radierungen und Lithografien mit den Titeln Leichtes Blut und Gespenster. Paris stellte 1921 im Rathaus Schöneberg (Tempelhof), 1924 in seinem Atelier, 1933 (Trollpilz-Arbeiten) mit seinem Schwager Wilhelm Facklam im Marienpalais Schwerin und 1934 sowohl im Bergwaldtheater Weißenburg (Egon Schmid) als auch im Haus der Kunstfreunde (Wilmersdorf) seine Skulpturen, grafischen Arbeiten und Gemälde aus. Zudem nahm er regelmäßig an der Kunstgewerbemesse in Leipzig teil.
Paris war Mitglied im Verband Wilmersdorfer Künstler und – wie alle praktizierenden Künstler in der Zeit des Nationalsozialismus – Mitglied der Reichskammer der bildenden Künste, jedoch kein Mitglied der NSDAP. In dem Wochenblatt Die Grüne Post erschien vor den Olympischen Sommerspielen 1936 seine comicstripartige Karikaturenreihe mit dem Titel Hoppel, einem liebenswürdigen, spitzköpfigen kleinen Mann mit hervorstehendem Hinterteil, der vorgibt ein großer Sportsmann zu sein, in Wirklichkeit aber ein Nichtskönner ist und dessen Anstrengungen immer wieder nur im Desaster enden. Paris’ einziges veröffentlichtes Buch, eine humorvolle Gedichtsammlung mit Karikaturen von 1939, trug den Titel Komische Leute (von gestern und ...) und war unterschwellig systemkritisch. Er hinterließ einige unfertige Manuskripte wie Komische Wahrheiten, Skurrile Gestalten oder Moortüpfels lyrische Gedichte.
Paris’ Arbeiten passten nicht in die vorherrschende Strömung der Kunst im Nationalsozialismus, und obwohl seine Skulptur Segelflugzeug, gegossen von Ernst Kraas, von Hermann Göring als Wanderpreis in Auftrag gegeben und für die beste Leistung unter den Segelfliegern des Nationalsozialistischen Fliegerkorps Mitte jährlich verliehen wurde, ließ sein künstlerischer Erfolg im Verlauf der 1930er Jahre nach und kam 1942, als er seinen Verlag auflösen musste, zum Erliegen.
Im August 1943 wurde er trotz seines Alters von bereits 49 Jahren zum Militärdienst im Zweiten Weltkrieg einberufen. Er wurde anfänglich einer Ausbildungsdivision für Kriegsschiffsneubauten der Kriegsmarine in Swinemünde zugeteilt. Darauf tat er Dienst beim Wareneingang, dann beim Aufbaukommando der dortigen Seeberufsfachschule „Nest“. Er wurde zweimal befördert, 1943 zum Marineartilleriegefreiten, im September 1944 dann zum  Marineartilleriehauptgefreiten. Am 4. Mai 1945, drei Tage vor Kriegsende, kam Roland Paris bei einem Luftangriff auf das „Lager Lützow“ in Swinemünde ums Leben.

## Werke (Auswahl)
| Statuetten aus Bronze - Hofnarr mit Papagei, 1910 - Kesses Mädchen, 1920–1929 - Satyr mit Nymphenmädchen, um 1925 - Narr an einem Felsen lehnend, 1930 - Punchinello - Mephisto - Der Grübler - Don Quixote | Holzarbeiten - Barbier - Zimmermann - Metzger - Schneider - Bäcker - Jäger - Kameraden I - Kameraden II | Porzellan - Sitzender Narr - Bajazzo und die entzückte Pierrette - Froschkönigbrunnen - Pierrette mit Maske - Akimbo - Orientalische Schönheit - Klagender Clown - Sehnsüchtiger Pierrot | Gouaches, Wasserfarben, Temperas, Lithografien - Aschermittwoch - Satanella - Lautenspielerin - Tänzerin - Wichtigtuer - Neugierde - Eleganz - Staunen |

## Rezeption
Die Jenaische Zeitung schrieb 1914 über Roland Paris’ Figuren:

„Im Champagnerglase steigen die Perlen, Perle um Perle, und ein Verständiger freut sich des zierlichen Spiels. In der Phantasie des Künstlers steigen die Träume empor, Traum um Traum. Sie sind luftig-flüchtige Gebilde die Träume, und doch kann man ihre Gewebe mitunter auflösen und von der Art ihrer Gebilde den Ursprung ahnen; denn kein Geist erschafft die Welt aus sich neu. […] Und wie aufsteigende Perlen unterhalten, reizen sie uns, wenn wir diese gewagten Zeichnungen und diese überaus charakteristischen Figürchen betrachten. Wie kühn sind an diesem armen Künstler, an dem Asylisten Höhlen gezeigt, wo man Knochen und Fleisch erwarten mußte und wie halten sich diese gespensterartigen Wesen doch auf ihren armen Füßen. Welch ein Schwung in den Kleidern und Gliedern dieser Tänzer und Tänzerinnen! Wie laut und doch zueinander stimmend diese Farben! Hier ist Herrschaft über die neueste Mode und die Fähigkeit, auch ihr einen künstlerischen Reiz zu verleihen. Um diese tollen Gestalten her ist Sünde und Geheimnis, Krankheit von Leib und Seele, Tod und Verderben; aber sie fesseln. Aus den Augen dieser hohen Dame in Grün und Violett tönt es uns entgegen: Wenn Du mich liebst, hilft es nicht mehr, Dich in Acht zu nehmen, und die aus dem Champagner entsteigende jubelt: Das Leben ist schön!“